# Al Jabalian

Localização do distrito

Al Jabalian é um dos quatro distritos do estado de An-Nil al-abyad, no Sudão.